# آگانو، نیگاتا
آگانو در استان نیگاتا در کشور ژاپن واقع شده است  که دارای جمعیت ۴۶٬۱۵۸ نفر و مساحت ۱۹۲٫۷۲ کیلومتر مربع با تراکم جمعیت 240  نفر در کیلومترمربع است و در تاریخ ۱ آوریل ۲۰۰۴ به عنوان شهر شناخته شد.